# Jeunesse patriotique du Sénégal
 (août 2025).
Motif : absence de sources secondaires indépendantes, centrées sur le parti et pérennes. Absence d'élus nationaux. Pub
- Archive Wikiwix
- Bing
- Cairn
- DuckDuckGo
- E. Universalis
- Gallica
- Google
- G. Books
- G. News
- G. Scholar
- Persée
- Qwant
- (zh) Baidu
- (ru) Yandex
- (wd) trouver des œuvres sur Wikidata

| 1. | Préciser le motif de la pose du bandeau. | Précisez le motif de la pose du bandeau en utilisant la syntaxe suivante : {{admissibilité à vérifier\|date=août 2025\|motif=remplacez ce texte par le motif}}                                       |
| 2. | Informer les utilisateurs concernés.     | Pensez à avertir le créateur de l'article, par exemple, en insérant le code ci-dessous sur sa page de discussion : {{subst:avertissement admissibilité à vérifier\|Jeunesse patriotique du Sénégal}} |

La Jeunesse patriotique du Sénégal (JPS) est un mouvement politique de jeunesse au Sénégal affilié au parti politique Patriotes africains du Sénégal pour le travail, l'éthique et la fraternité (PASTEF) .

## Affiliation et activisme
La Jeunesse patriotique du Sénégal (JPS) est un mouvement du PASTEF. Ses membres sont les jeunes de l'ancien parti politique d'Ousmane Sonko qui a été dissout en juillet 2023,. L'activité de la Jeunesse patriotique du Sénégal consiste à occuper le terrain politique en allant à la rencontre et à l'écoute du peuple sénégalais pour le compte des leaders de leur parti. Après l'arrivée au pouvoir de Bassirou Diomaya Faye en 2024, la Jeunesse patriotique du Sénégal s'est engagée à soutenir le président nouvellement élu, en décidant de faire barrage aux opposants et calomniateurs du nouveau régime, ainsi qu'à toutes tentatives de destabilisation.

## Gouvernance
La Jeunesse patriotique du Sénégal a pour coordonnateur national Ngagne Demba Touré,.